# Wates (Wonotunggal)
Wates is een bestuurslaag in het regentschap Batang van de provincie Midden-Java, Indonesië. Wates telt 2684 inwoners (volkstelling 2010).